# Mariner (album)
Albums par Cult of Luna
Vertikal
(2013) A Dawn to Fear
(2019)
Albums par Julie Christmas
The Bad Wife
(2010)
Mariner est un album studio issu de la collaboration entre le groupe suédois Cult of Luna et la chanteuse américaine Julie Christmas. Il est sorti le 8 avril 2016 sous le label Indie Recordings.

## Liste des titres
| 1.    | A Greater Call           | 8:19  |
| 2.    | Chevron                  | 8:53  |
| 3.    | The Wreck of S.S. Needle | 9:33  |
| 4.    | Approaching Transition   | 12:59 |
| 5.    | Cygnus                   | 14:50 |
| 54:34 |                          |       |

| Piste bonus | Piste bonus         | Piste bonus | Piste bonus | Piste bonus | Piste bonus | Piste bonus | Piste bonus | Piste bonus | Piste bonus |
| No          | Titre               | Durée       |             |             |             |             |             |             |             |
| ----------- | ------------------- | ----------- | ----------- | ----------- | ----------- | ----------- | ----------- | ----------- | ----------- |
| 6.          | Beyond the Redshift | 11:43       |             |             |             |             |             |             |             |
| 66:17       |                     |             |             |             |             |             |             |             |             |